# 月面のアヌビス
『月面のアヌビス』（げつめんのアヌビス）は、1995年12月22日にイマジニアから発売されたスーパーファミコン用アドベンチャーゲーム。
月面に作られた研究所を舞台としたサウンドノベル。人物はシルエットで表現されている。同社から同日に発売されたサウンドノベル『ざくろの味』とは姉妹品的な位置づけで、本作中にも「ざくろの味」という単語が登場する。『ざくろの味』と異なり、章単位の読み返し機能が存在する。独自要素として、序盤の選択肢によって主人公の性格が決定される「性格システム」を実装した。
開発はアクセスおよびマルチメディア インテリジェンス トランスファーが行った。プロデューサーは『制服伝説 プリティ・ファイター』（1994年）を手掛けた飯田祥一。ゲーム・デザインはのちにセガサターン用ソフト『RONDE －輪舞曲－』（1997年）を手掛けた石岡信寛および江良哲智、音楽は『パワー オブ ザ ハイアード』（1994年）を手掛けた天現寺広尾、窪寺義明、藤岡央、遠藤智博などが担当。

## ストーリー
日本人として初めて月面研究所に滞在することとなった宇宙飛行士・啓介と香織。何事もなく到着し歓迎を受けるが、そこには人智を超えた事件が待ち受けていた。

### シナリオの分類
便宜上、選択肢によって以下のシナリオに分類される。そのため作中の真相および結末はそれぞれ異なる。
寄生生物編
最初に出現するシナリオ。調査中に人間へ寄生し活動する謎の宇宙生物が猛威を振るう。当該生物は次々と宿主を増やし、寄生された本人にも自覚がないため、登場人物全員が疑心暗鬼に陥ってしまう。
記憶喪失編
主人公が月面へ着陸する寸前に、なぜか病院のベッドの上で目覚め、それまでの記憶を思い出すシナリオ。さらにシナリオが分岐し、「実は記憶を思い出すための装置が最新型のバーチャルゲームだった」、「高度な知性を持った生物兵器と主人公たちとの戦い」の2種に分かれる。
爆弾処理編
ある組織のスパイである登場人物の1人が仕掛けた爆弾を処理していくシナリオ。読んでいる間もカウントが進む時限式爆弾なため、難易度は高い。
忍者編
主人公とヒロインが、スパイとして潜伏した忍者だったというシナリオ。このシナリオには選択肢が存在せず、読み進めるのみで完結する。
暗号解読編
アメリカ政府に隠された、ヒロインの父がのこした機密ファイルを解読するシナリオ。他のメンバーが悪役として登場する。
アヌビスのナイフ編
タイトルにもあるアヌビスを象ったナイフ。これを持った者の性格が豹変し、人を殺していくというシナリオ。

## 登場人物
説明書における人物紹介は、性格や趣味など詳細に記載されているが、作中で触れられないものが多い。また、シナリオによっては性格や人間関係などの設定が大きく異なる。なお軍人の登場人物は全てアメリカ人である。
啓介
主人公。身長175cm。名前は変更可能。23歳にして日本人初の月面研究所滞在者に選ばれた。性格は序盤の選択肢によって「慎重」「臆病」「ふざけた」などに変化する。
香織
ヒロイン。22歳。身長165cm。名前は変更可能だが、章題では「香織」が固定となる。啓介とは共に訓練を受けた仲だが、彼を内心見下していたり、すでに交際済みだったりと、シナリオごとに彼との関係が異なる。
ヨーゼフ大佐
55歳。身長182cmのがっちり型。月面研究所の所長。
マシュー少佐
45歳。身長172cmのずんぐり体型。研究所のドクターで、副所長的存在。ヨーゼフの親友でもある。
スコット大尉
32歳。身長185cmの筋肉質。発着船のパイロット。研究所メンバーの中では最初に登場する。
マックス中尉
35歳。身長180cmの骨太型。整備主任。
ジェフ中尉
31歳。身長190cm。気さくな性格をした研究所のコック。
リカルド少尉
29歳。身長175cmで金髪。通信技術者。
ハリー少尉
24歳。身長189cmのひょろひょろ体型。黒人。コンピューター技術者。
呂芳（ろほう）
33歳。身長165cm。宇宙での植物栽培を研究する、中国人の生物学研究者。シナリオによっては、研究所と無関係の心理学者として登場する。美人で巨乳。説明書では「呂」と表記されている。
マリー
30歳。身長は160cmで、登場人物では一番の小柄。フランス人の地質学研究者。パリジェンヌという言葉が似合う美人で、人当たりが良い。
ジュリアン
29歳。身長190cmのひょろひょろ体型。マリーの相棒であるフランス人の研究者。マリー以外の人間には、無愛想に接することが多い。
レオナルド
7歳のチンパンジーで、身長140cm。基地の実験動物として飼われている。

## スタッフ
- エグゼクティブ・プロデューサー：神蔵孝之、柴田達二郎
- プロデューサー：飯田祥一
- スーパーバイザー：田代成治
- チーフ・マネージャー：飯田就平
- パブリシティー・マネージャー：櫻井甲一郎
- パブリシティー・スタッフ：堀切禎史
- ディレクター：浦本昌宏、志羽貴
- アシスタント・ディレクター：松田隆、大須賀篤、岡比呂志、本間一郎、松本准一
- ゲーム・デザイナー：石岡信寛、江良哲智
- シナリオ・ライター：志羽貴、石岡信寛、江良哲智、津田浩一
- デザイナー：道園重成
- イラストレーター：古野裕一
- ビジュアル・プランナー：北村馨、河野秀
- キャラクター・デザイナー：今泉美緒
- プログラマー：PON高橋、木村信明、NOB
- グラフィッカー：中村純子、林茂樹、佐藤貴志、NOM、朱雀蛍
- サウンド・クリエイター：天現寺広尾、窪寺義明、藤岡央、飯塚博、柴田浩明、岩田昇、遠藤智博

## 評価
- ゲーム誌『ファミ通』の「クロスレビュー」では6・6・6・5の合計23点（満40点）[3]、『ファミリーコンピュータMagazine』の読者投票による「ゲーム通信簿」での評価は以下の通りとなっており、18.3点（満30点）となっている[4]。

| 項目 | キャラクタ | 音楽 | お買い得度 | 操作性 | 熱中度 | オリジナリティ | 総合 |
| 得点 | 3.0        | 3.1  | 3.0        | 3.2    | 3.0    | 3.0            | 18.3 |

- ゲーム誌『ユーゲー』は、本作のメインストーリーが映画『エイリアン』（1979年）を彷彿させるパニックものであるとしている。そのうえで、「安易におどろおどろしい描写を重ねるのではなく、いろいろ工夫の跡が見える」と肯定的に評価したほか、同ジャンルにおいてSFを題材としたものは希少価値が高いと分析した[5]。また、ゲームシステムは凡庸であり特段目新しい要素はないが、初期段階における主人公の行動によって新たな選択肢が出現する「性格診断システム」が特徴的だとした。だが一部シナリオのみが対象であることには苦言を呈している[5]。